# Алюминат кобальта(II)
Алюминат кобальта(II) — неорганическое соединение, комплексный окисел металлов кобальта и алюминия с формулой Co[Al2O4],
синие кристаллы.

## Получение
- Прокаливание смеси оксида кобальта(II) и оксида алюминия:

{\displaystyle {\mathsf {CoO+Al_{2}O_{3}\ {\xrightarrow {1200-1300^{o}C}}\ Co[Al_{2}O_{4}]}}}

## Физические свойства
Алюминат кобальта(II) образует синие кристаллы
кубической сингонии,
пространственная группа F d3m,
параметры ячейки a = 0,8085 нм, Z = 8.

## Применение
- Пигмент — тенарова синь